# João de Beauchamp, 1.º Barão Beauchamp de Warwick

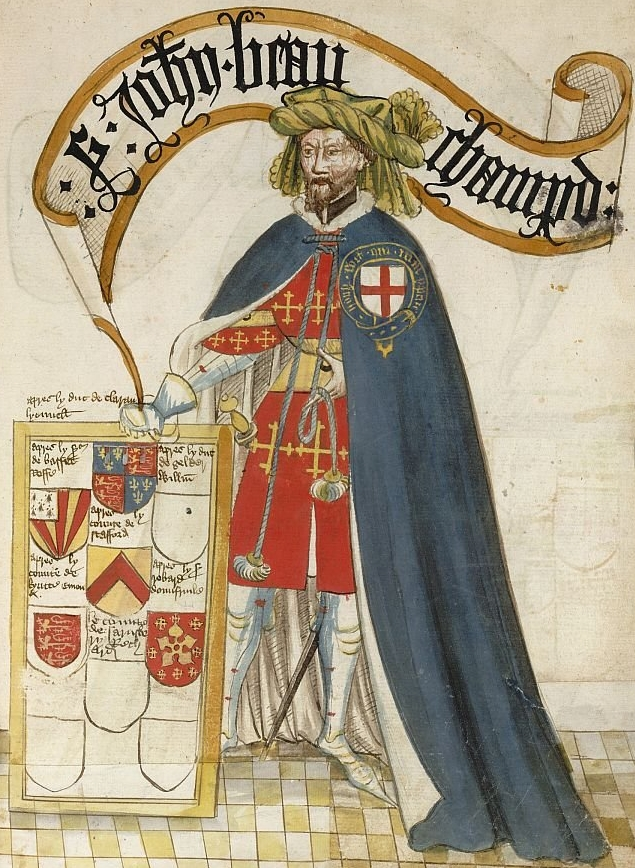

Sir João de Beauchamp, 1.º Barão Beauchamp de Warwick (c. 1316 - 2 de dezembro de 1360) foi um nobre inglês e comandante militar durante a Guerra dos Cem Anos. Em 1348 ele foi um dos cavaleiros fundadores, o décimo Cavaleiro da Ordem da Jarreteira. Era o irmão mais novo de Tomás de Beauchamp, 11.º Conde de Warwick. 
Ele levou o Royal Standard na Batalha de Crécy em 1346 e esteve presente no cerco e rendição de Calais, cidade da qual ele foi nomeado comandante em 1348. Ele foi convocado para o Parlamento como barão em 1350.